# Су-Нуракси
Су-Нуракси, также Су-Нуракси-ди-Барумини (Su Nuraxi) — археологический памятник у города Барумини (Сардиния). На кампиданском диалекте сардинского языка Su Nuraxi ([su nuˈɾaʒi], произностися  как Су Нуражи) означает «нурага». Су-Нуракси является характерным и наиболее полным примером нурагической архитектуры. В 1997 году он был включён в список объектов всемирного наследия ЮНЕСКО в Италии .

## Описание
Центром комплекса является трёхэтажная башня-нураг, сооружённая около XV века до н. э. Вокруг неё четыре другие башни, расположенные четко по сторонам света. Внешнее кольцо составляли семь башен поменьше, соединенные стеной, до наших дней дошло только пять из них. 
Ранее это место называли Bruncu Su Nuraxi (Нуражский холм), и только после второй мировой войны благодаря усилиям археолога Джованни Лиллиу было обращено внимание научной общественности и найдены средства и люди для раскопок. Фотографии этого события вы можете увидеть в центре Джовани Лиллиу.  Во время экскурсии по территории нуражского поселения рассказывают о возможном предназначении башен. Это очевидно символ власти, оборонительное сооружение и возможно имелось также религиозное предназначение. Вход в центральную башню и внутренний двор был возможен только из внутреннего кольца башен и был высоко от земли. Предполагается, что использовалась веревочная лестница, которую можно было убрать. Во внутреннем дворе прорыт пятнадцатиметровый колодец, имеющий форму перевернутой нураги. В глубине его диаметр 4 метра, а к верху его каменные стены сужаются до размеров обычного колодца. Вода до сих пор наполняет его. Ранее в основных нурагах были бойницы, но позже из-за проседания конструкции её стены укрепили  дополнительным 3-х метровым слоем камней и бойницы перестали существовать. После бронзового века поселение использовалась другими народами, в железном веке они построили прямоугольные дома под укрытием стены. Их кладка отличается по форме и цвету от древних камней.  Затем башни использовали другие поселенцы, вплоть до Римлян. Использовали и как форт и как склад и даже для захоронения умерших. Потом поселение было заброшено и со временем покрылось наносными породами и превратилось в холм. Первые раскопки были проведены в 1950-е годы. 
Раскопки продолжались до 1957 года и привели к сенсационным открытиям. Лиллиу и его команда обнаружили не только сам нураг с его сложной структурой башен и стен, но и окружающее поселение с многочисленными жилищами, хозяйственными постройками и артефактами.
В 2015 году на территории Су Нуражи в Барумини нашли при раскопках 2 целые амфоры. Предполагают, что они сохранились, потому, что были вкопаны в основание дома как оберег. В центральной башне также под полом были обнаружены пустоты, но их раскопки еще предстоят.

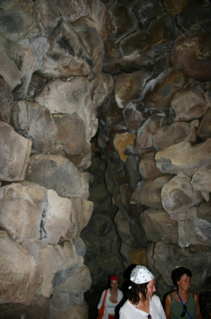
Су-Нуракси, вид из центральной башни на восточную.
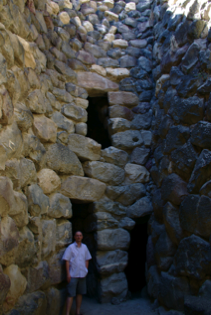
Су-Нуракси, вид изнутри центральной башни. Рост человека - 1,80 м.